# Isabella av Portugal (1428–1496)
Isabella av Portugal, född 1428, död 1496, var en kastiliansk drottning, gift med Johan II av Kastilien.

## Biografi
Isabella var dotter till prins Johan av Portugal (hertig av Aveiro), son till Johan I av Portugal, och Isabella av Braganza, som var sondotter till Johan I av Portugal. 

### Drottning
Hon gifte sig med Johan 1447. Äktenskapet arrangerades eftersom Johans ende son och tronarvinge, Henrik, ansågs impotent, och Isabella valdes ut av Johans rådgivare Alvaro de Luna. 
Hon försökte övertala maken att avlägsna den inflytelserike Luna, och lyckades med detta under sin graviditet 1451, under vilken hon hade befunnit sig i djup depression. Hon beskrivs som omväxlande hysterisk och tillbakadragen och tröttade ut Johan. De anlitade Alfonso Pérez de Vivero för att avlägsna Luna. Luna mördade då Vivero, vilket ledde till Lunas avrättning. 1453 födde hon en son och 1454 blev hon änka. 

### Senare liv
Hon isolerades av sin styvson med sina barn i slottet i Arévalo. Isabella levde resten av sitt liv i Arévalo där hon försjönk i psykisk sjukdom. Hon trodde sig plågas av spöken, bland annat spöket av Luna, och glömde periodvis sin egen identitet. Barnen togs ifrån henne 1461, och sonen dog 1468. 
År 1474 besteg dottern tronen som Isabella I av Kastilien. Hennes dotter träffade henne inte sedan hon togs ifrån henne 1461; först då hon fick veta att modern var döende, besökte hon hennes dödsbädd. Hon kände då inte igen sin dotter.